# フィリピンの歴史 (1986年-現在)
この記事はフィリピン第5共和国として知られる1986年のエドゥサ革命以降のフィリピンの歴史を扱っている。
1986年に始まる民主主義の回復と政府の改革は、財政赤字や政府の汚職、クーデター計画、ドニャ・パス号、持続する共産主義者の反乱、モロ分離主義者との軍事衝突に阻止された。コラソン・アキノ時代に米軍基地拡張条約の拒絶により1991年11月のクラーク空軍基地返還と1992年12月のフィリピン政府へのスービック湾返還へとつながりながらアメリカ合衆国軍はフィリピンから撤退した。アキノ政権は1991年のピナツボ山の噴火などの一連の自然災害にも直面した。大統領の任期を1期に制限する憲法が施行されると、アキノは再選を目指さなかった。アキノの後任は、フィデル・ラモスであった。この時期フィリピンの経済実績は、GDP成長比率にして3.6％という控えめな数値であった。1996年のモロ民族解放戦線との平和合意のような政治的安定と経済改革は、アジア通貨危機の開始により陰りを見せた。
ラモスの後任ジョセフ・エストラーダは1998年6月に就任し、任期中に経済は1999年までに-0.6％の成長率から3.4％に回復した。政府は2000年3月にモロ・イスラム解放戦線との戦争を発表し、本部などの反乱軍基地を攻撃した。アブ・サヤフとの継続中の騒乱や汚職容疑での起訴、行き詰まった弾劾のさなかにエストラーダは2001年エドゥサ革命で解任され、2001年1月20日に副大統領グロリア・アロヨが引き継いだ。
9年間のアロヨ政権で経済は4-7％の割合で成長し、2002年から2007年の平均は、5.33％であり、グレート・リセッションではリセッションにならなかった。その統治は汚職や2004年大統領選挙での投票の改竄があった疑いに適用されるハロー・ガルシ・スキャンダルのような政治的醜聞で汚された。2009年11月23日、34人の記者と数人の市民がマギンダナオで虐殺された。
ベニグノ・アキノ3世は2010年国政選挙で当選し、第15代フィリピン大統領として勤めた。バンサモロ自治地域と名付けた自治政体を創造する第一段階としてバンサモロ枠組み合意が2012年10月15日に調印された。しかしマギンダナオ州ママサパノで発生した衝突でフィリピン国家警察特別行動隊の44人が殺害され、袋小路の中でバンサモロ基本法を可決する努力が行われた。東サバーや南シナ海の地域紛争に関する緊張が増大した。2013年、フィリピンの初等教育と中等教育の10年間の教育制度に2年以上が加えられた。2014年に国内のアメリカ軍基地の返還への道筋の基礎を築く防衛協力増進合意が調印された。
元ダバオ市長ロドリゴ・ドゥテルテが2016年大統領選挙で当選し、ミンダナオ島出身の初代大統領となった。2016年7月12日、常設仲裁裁判所は南シナ海に関する南シナ海判決でフィリピンを支持する判決を行った。大統領に当選してからドゥテルテは6か月で犯罪を根絶する公約を実行する強化した反麻薬運動を開始した。2019年2月現在フィリピン麻薬戦争の死者は、全部で5176人である。バンサモロ基本法の施行は、ミンダナオ島のバンサモロ自治地域の創設に繋がった。

## コラソン・アキノ政権（1986年-1992年）

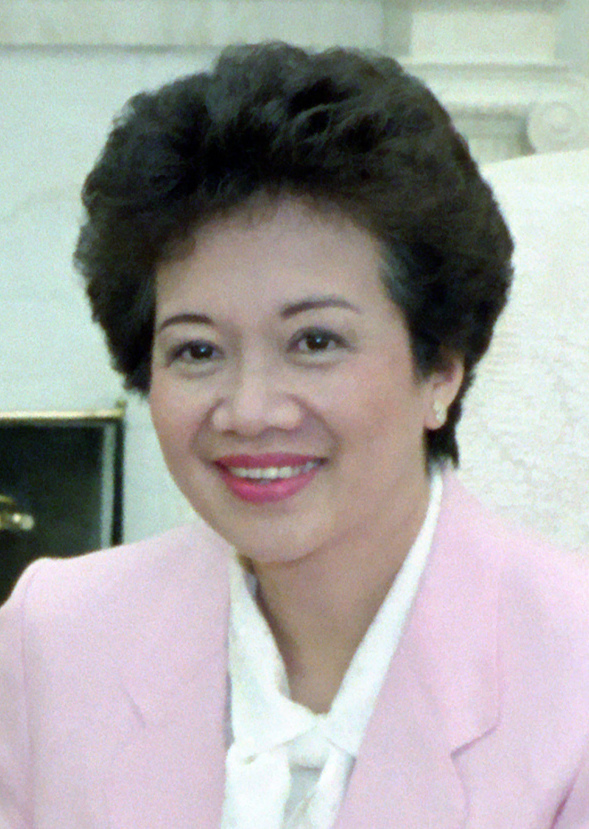
コラソン・アキノ：1986年から1992年まで大統領

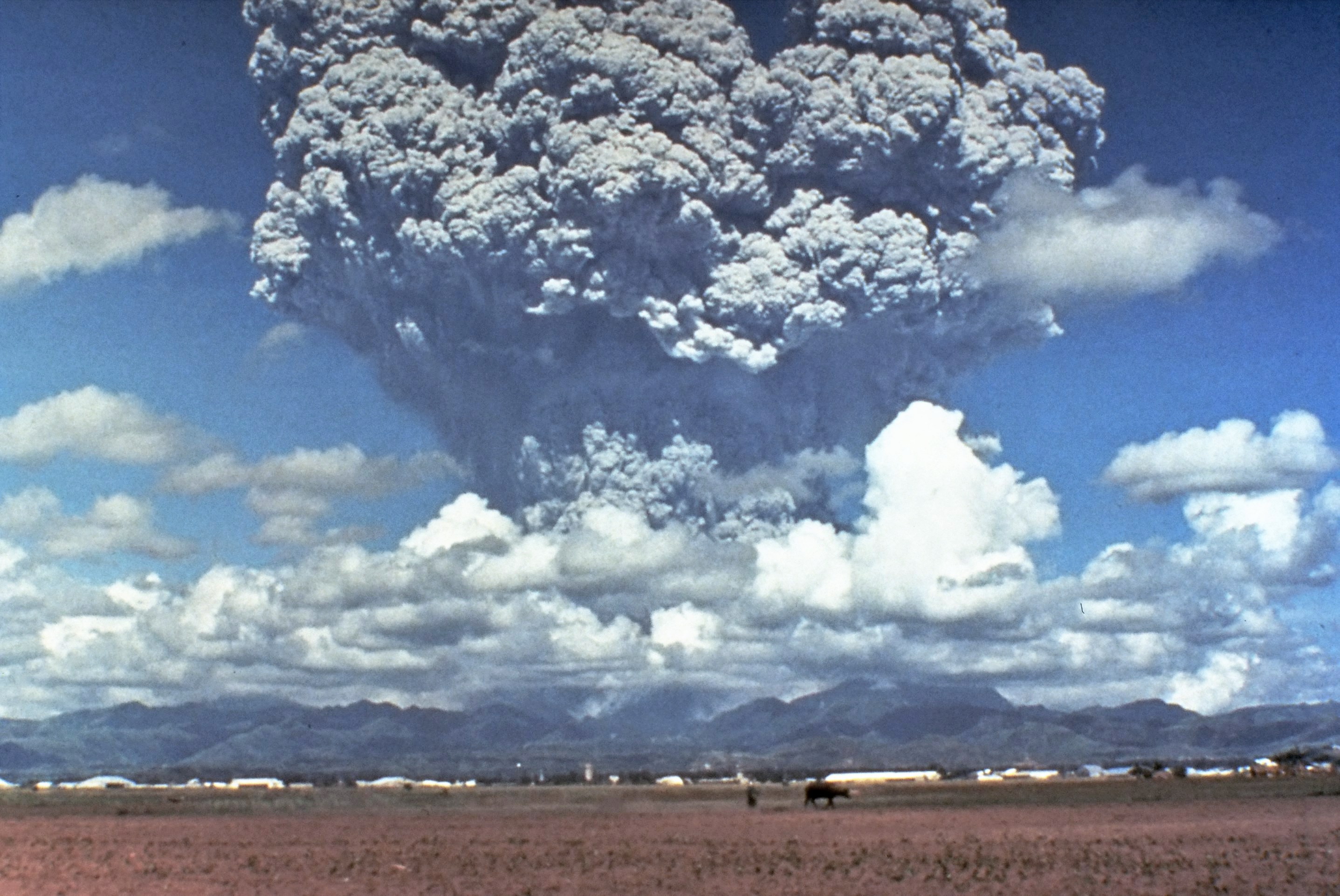
1991年のピナトゥボ山の噴火は20世紀で2番目に大きい火山噴火である。

エドゥサ革命と共にコラソン・アキノの権力掌握は、フィリピンの民主主義回復の画期となった。アキノは直ちに状況を正常化する革命政府を樹立し、市民的自由を回復しバタサンパンバンサを廃止し全公務員を解雇するマルコスの根深い官僚主義を廃止する移行期の「自由憲法」に備えた。アキノ政権は同様に1987年2月に承認され施行される新しい永続的な憲法を提出する憲法委員を任命した。憲法はコルディリェラ行政地域やイスラム教徒ミンダナオ自治地域の自治地域を創設することを提案しながら戒厳令を宣告する大統領権限を損なわせ、政府の大統領体制と上下二院制の議会を回復した。
進行は民主的組織と自由権への敬意を蘇らせることで行われたが、アキノ政権は弱く手に負えないとも見られ、完全な政治的安定と経済発展への回帰は、フィリピン軍の不満分子が企てた数度のクーデター計画に邪魔された。アキノは水道や電気のような公益企業体の多くを民営化した。この政策は政府の統制権を失いながらアメリカ合衆国の大企業同様に寡頭政治にアキノが迎合したものと多くの人から見られた。
経済成長は加えて一連の自然災害で損なわれた。1991年6月、600年間の休止状態の後で中部ルソン地方のピナトゥボ山が噴火した。20世紀で2番目に大きい火山噴火であった。700人が死亡し、20万人が家を失い、地球の気候を1.5 °C下げた。
1991年9月16日、アキノ大統領によるロビー活動にもかかわらず、フィリピンの元老院は、国内のアメリカ合衆国軍基地の10年間の延長を認める条約を批准しなかった。アメリカ合衆国は11月に政府にパンパンガ州のクラーク空軍基地を1992年12月にサンバレス州のスービック海軍基地を返還し、ほぼ1世紀にわたるフィリピンにおけるアメリカ合衆国軍の存在に終止符を打った。

## フィデル・ラモス政権（1992年-1998年）

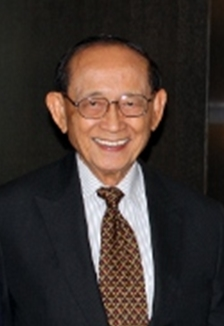
フィデル・ラモス：1992年から1998年まで大統領

1992年の選挙でアキノに支持されたフィデル・ラモス国防大臣（Lakas-NUCD）がミリアム・デフェンソル・サンティアゴ（Mds）やエドゥアルド・コンフアンコ・ジュニア元老院議員（NPC）、ラモン・ミトラ・ジュニア代議院議長（LDP）、元ファーストレディーイメルダ・マルコス（KBL）、ホビト・サロンガ元老院長官（LP）、サルバドール・ラウレル副大統領（NP）を抑えて得票の丁度23.6％で当選した。
政権初期にラモスは最優先課題として「国民和解」を宣言した。共産党を合法化し、共産党の反乱者やイスラーム教徒の分離派、反乱兵との対話に向けた基礎を作る弁護士マヌエル・C・エレラが議長を務める国民統合委員会（NUC）を創設した。1994年6月、ラモスは反乱を起こした全ての団体や反乱部隊と戦う際に犯罪を行ったとされるフィリピン軍の軍人や警察職員を対象とする総合的な条件での恩赦を与える法律に署名した。1995年10月、政府は反乱を終わりにする合意に署名した。
中国との膠着状態がフィリピンがカラヤーン諸島と主張する係争中の南沙諸島のミスチーフリーフに中国軍が建造物を建てた1995年に起きた。
ラモスは石油自由化法を可決するような自由経済政策で酷く批判され、従ってガソリン製品の価格が上昇した。ラモスはラモスが数百万ペソに上るキックバックを受け取ったとされるフィリピン百周年展覧会とPEA-AMARI土地合意で賄賂を受け取ったとされる件でも批判された。
ヌル・ミスアリが指揮するミンダナオ島の本拠地の独立したバンサモロの為に戦う主要なイスラーム分離派のモロ民族解放戦線（MNLF）との和平合意が1996年に調印され、24年に及ぶ騒乱に終止符を打った。しかしサラマット・ハシームが指揮するMNLFから分派した団体モロ・イスラム解放戦線（MILF）はイスラーム国の為にイスラーム教徒の武装闘争を続けた。
1998年の選挙は、1100万票に迫る票を得て圧倒的な大衆の支持を得て元映画俳優で副大統領ジョセフ・エストラーダ（PMP-LAMMP）が当選した。他の10人の候補者には440万票を得た最も身近な対抗馬で政権候補であるホセ・デベネシア代議院議長（Lakas-NUCD-UMDP）やラウル・ロコ元老院議員（Aksyon Demokratiko）、元セブ州知事リト・オスメニャ（PROMDI）、マニラ市長アルフレド・リム（LP）がいた。

## ジョセフ・エストラーダ政権（1998年-2001年）

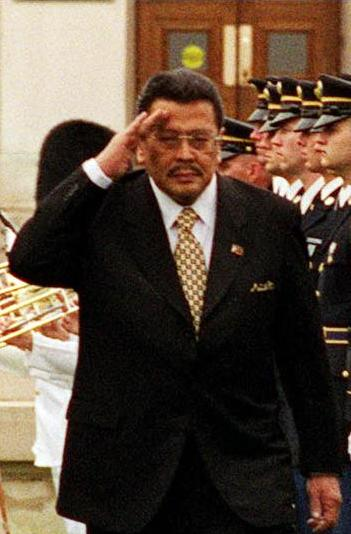
ジョセフ・エストラーダ：1998年から2001年まで大統領

エストラーダはアジア通貨危機の最中に大統領になった。しかし経済は復興した。1998年の-0.6％の低成長から1999年までに3.4％の穏やかな成長に変わった。前任者のように1987年憲法を変えようという同様の意図があった。この過程はCONCORD（発展のための憲法修正）と呼ばれている。ラモスやアロヨ時代の憲章変更と違い、擁護者によるとCONCORD提案はフィリピンにおける更なる外国投資の導入の障壁とみなされる憲法の「限定的な」経済条項を修正するに過ぎない。しかしエストラーダは憲法修正に成功しなかった。
2000年3月21日、エストラーダ大統領はミンダナオ島の分離運動が悪化するとモロ・イスラム解放戦線（MILF）との「全面戦争」を宣言した。政府は後にMILFの司令部アブバカル基地などのMILF基地46か所を確保した。
2000年10月、エストラーダの親友である南イロコス州知事ルイス・「チャビト」・シンソンは、違法なナンバーゲームジューテンから収集物を得たとして大統領を告発した。
2000年11月13日、代議院は贈収賄行為や汚職、公的な信託に対する背信、非難に値する憲法違反の観点からエストラーダを弾劾した。元老院の弾劾審理は、12月7日に始まったが、エストラーダと協力関係にある元老11人が大統領を告発する刑事訴追で用いられる銀行の秘密記録の開示を妨げるのに成功すると2001年1月17日に決裂した。応じて数百万の人民がエストラーダの即時辞任を要求して1986年にエドゥサ革命がマルコスを追放したエドゥサ記念館に集まった。エストラーダ内閣は総辞職し、軍と警察は、支持するのをやめた。1月20日、最高裁判所は大統領職は空位であると宣言し、副大統領グロリア・アロヨがフィリピンの第14代大統領であると断言した。エストラーダと家族は、ほどなくマラカニアン宮殿を脱出した。
それにもかかわらずエストラーダ自身は辞任しない立場から最高裁判所に出廷したが、曖昧な離職に至っただけであった。最高裁判所は2001年3月2日に最終的にアロヨの正当性を確認した。

## グロリア・アロヨ政権（2001年-2010年）

グロリア・アロヨ：2001年から2010年まで大統領

副大統領グロリア・アロヨ（故ディオスダド・マカパガル大統領の娘）はエストラーダが離任した日に後継者として就任した。エストラーダは後に辞任していないと主張してアロヨ政権の正当性を争ったが、最高裁判所は2度アロヨ政権の正当性を確認した。エストラーダが2001年4月に汚職容疑で逮捕されると、支持者数千人がアロヨ政権を打倒しようと第3次エドゥサ革命を企てたが、デモが暴力行為に転じると計画は失敗した。アロヨの大統領就任は、アロヨの政治連合が圧倒的な勝利を収めた2001年5月の中間選挙と地方選挙で更に正当性を示した。
アロヨの当初の任期は、1か月に及ぶ全国規模の反乱宣言に繋がる2003年7月のマニラの軍事反乱同様に手に負えない連合政治により特徴付けられた。不和を和らげる必要性を語って2004年5月の大統領選挙には出馬しないと2002年12月に宣言したが、2003年10月に前言を翻し、出馬を決めた。再選され、2004年6月30日に大統領として6年の任期に就いた。
2005年、勝利の票差が擁護可能か選挙管理当局に尋ねる明らかにアロヨの声の特徴を残した盗聴された会話のテープが明らかとなった。テープはアロヨの辞任を求めるデモを引き起こした。アロヨは選挙管理当局に不適当に語ったことを認めたが、詐欺行為の申し立てを否定し、辞任を拒否した。大統領を弾劾する計画は、この年その後失敗した。
任期の終わりに向けてアロヨは現行の両院制の単一で大統領制の共和制を一院制の連邦議院内閣制政府に移行する憲法の整備のための異論の多い計画の先頭に立った。

## ベニグノ・アキノ3世政権（2010年-2016年）

ベニグノ・アキノ3世：2010年から2016年まで大統領

2010年6月9日、ケソン市のバタサンパンバンサ合同庁舎でマカティの元市長ジェジョマール・ビナイが副大統領になるために自由党の旗頭マル・ロハス副大統領の為に次点を破って1464万5574票を得てフィリピンの次期副大統領と宣言された一方で、フィリピンの国会はアキノを1520万8678票を得た2010年の選挙に続いてフィリピンの次期大統領と宣言した。
アキノが2010年フィリピン大統領選挙で当選すると大統領交代が始まった。交代は退任する政権との間で新しい大統領官邸や内閣の任命、誠心誠意の会合を扱った。
2010年5月11日、退任するグロリア・アロヨ大統領は、大統領交代協同班を創設する行政命令に署名した。アロヨは退任するレアンドロ・メンドーサ行政大臣に交代班を率いるよう命令した。交代班は「6月30日に平和的で整然とした（効率的な）交代を確実にするために」創設された。2010年6月9日、交代班はアキノ交代班と非公式な会合を開始した。
2010年6月16日、アキノは退任するエレナ・バウティスタホルン大統領管理職員担当相への手紙の中で交代班を創設した。アキノはマル・ロハス副大統領や後任のパキト・オチョア・ジュニア行政大臣、フロレンシオ・アバド元教育大臣、セサル・プリシマ元金融大臣、フロレンシオ・アバドの娘ジュリア・アバド、アキノの部員代表の為に次点を破った交代班の顔ぶれを任命した。
アキノの大統領官邸は、マラカニアン宮殿からパシッグ川を渡った大統領保安団司令部のマラカニアン公園内にあるバハイパンガラップ（日本語：夢の家）である。アキノはバハイパンガラップを公式官邸とした最初の大統領である。アキノは二つの官邸は大き過ぎると言い、近所にとって保安上の憂慮であるために、ケソン市のタイムズ通りの小さな家は非現実的であるとも言い、フィリピンの大統領の官邸マラカニアン宮殿やコラソン・アキノ元大統領やフィデル・ラモス元大統領の官邸アルレギマンションで暮らすことを拒否した。
アキノは長年の友人パキト・オチョア・ジュニアを行政大臣に任命した。アキノはディンキー・ソリマンを嘗てアロヨ政権下で任命されたが後に2005年に辞任した地位である社会保障及び開発大臣に任命した。2010年6月22日、レイラ・デ・リマが入閣の要請を受け入れ、後に2010年7月2日に法務省の指揮を執った。2010年7月15日、ジェジョマール・ビナイ副大統領がHUDCC議長に任命された。2010年6月24日、ラ・サール大学学長ラ・サール会アルミン・ルイストロ修道士が学校の出資者と会った後で教育大臣の地位を受け入れた。2010年6月27日、アキノは現職のアルベルト・ロムロ外務大臣を再任した。
2010年6月29日、アキノはアキノ自身を内務・自治大臣に任命するとともに内閣の閣僚を正式に明らかにした。アキノは退任するグロリア・アロヨ大統領に対する汚職容疑などの様々な問題を捜査する真実和解委員会の構成も明らかにした。アキノは真実和解委員会を代表するイラリオ・ダビデ・ジュニア元法務長官を任命した。
ベニグノ・アキノ3世大統領とジェジョマール・ビナイ副大統領の就任式は、2010年6月30日にマニラリザル公園のキリノ正面特別観覧席で行われた。就任宣誓は正式に就任を誓約するアキノの要請を受け入れた1986年にクラウディオ・ティーハンキー副判事により大統領就任を宣誓した母親の決定を忍ばせるコンチータ・カルピオモラレスフィリピン最高裁判所副判事により執り行われた。アキノは野党が退任するグローリア・アロヨによりレナト・コロナの任命が行われたためにコロナフィリピン裁判所長官が就任宣誓を行うことを拒否した。アキノはアメリカ合衆国のバラク・オバマ大統領やイギリスのエリザベス2世、オーストラリア政府から祝福を受けた。
2013年、政府は新人民軍との発展する可能性のある平和会談に向けた新しい枠組みを練っていると発表した。
2015年、マギンダナオ州ママサパノで起きた衝突で行き詰まりに至ったバンサモロ基本法を可決する取り組みにつなげながらフィリピン国家警察特別活動隊の44人が死亡した。

## ロドリゴ・ドゥテルテ政権（2016年-2022年）
民主党-人民の力のロドリゴ・ドゥテルテダバオ市長が全投票数の39.01％または1660万1997票を集めて圧倒的勝利で2016年大統領選挙に当選し、大統領になった最初のミンダナオ島民となった。一方で南カマリネス州第3区代表レニー・ロブレドがボンボン・マルコス元老に対して史上2番目の僅差で当選した.。5月30日、国会は本人が欠席する中でロドリゴ・ドゥテルテを次期大統領とレニー・ロブレドを次期副大統領と宣言した。

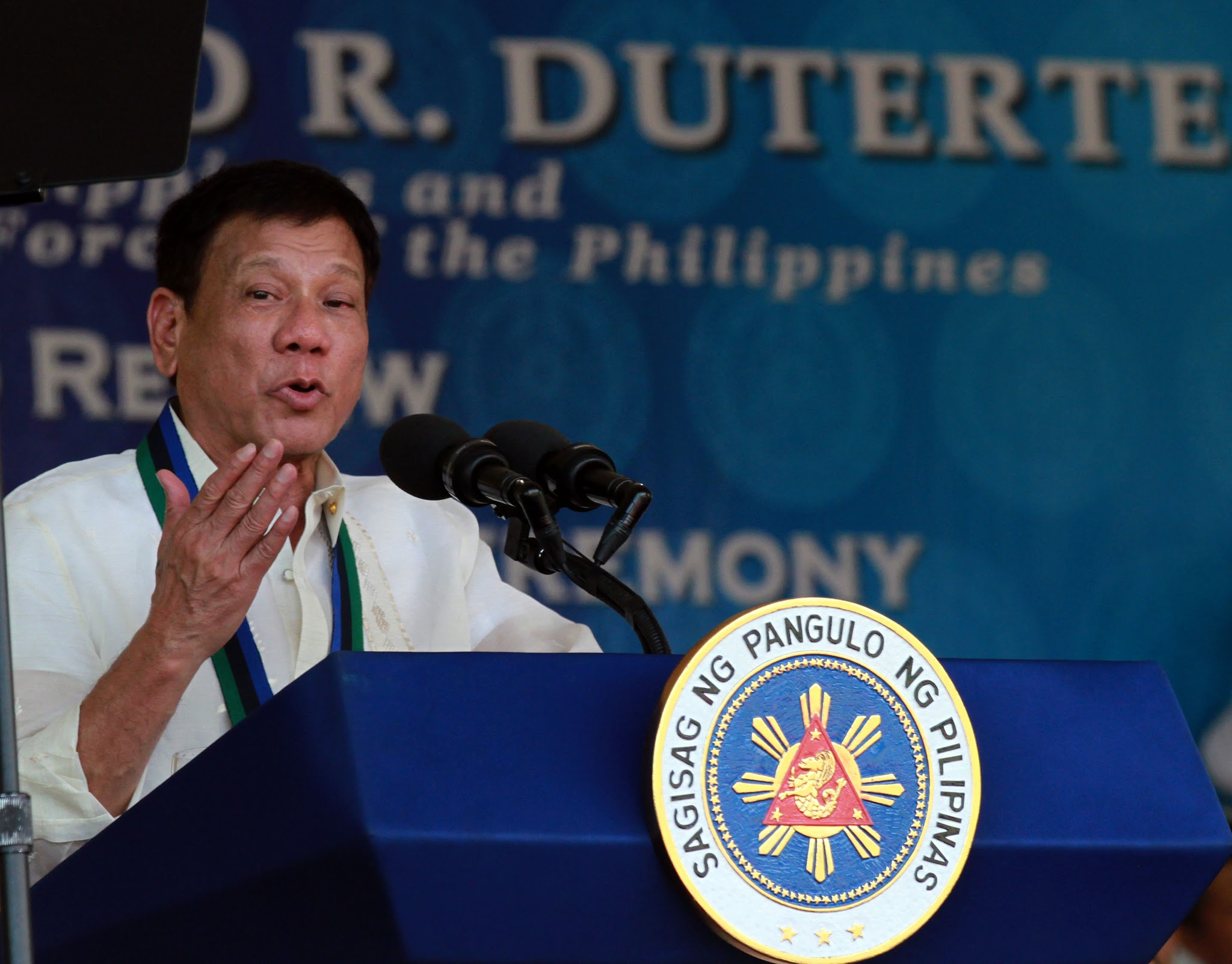
ロドリゴ・ドゥテルテ：2016年から現職の大統領

ドゥテルテが2016年フィリピン大統領選挙に当選するとロドリゴ・ドゥテルテの大統領交代が始まった。交代案件は新しい大統領官邸や内閣任命、離任する政権との間の誠心誠意の会合であった。
ドゥテルテの大統領任期は、2016年6月30日にマニラのマラカニアン宮殿のリサル式典ホールで627人以上の来客が参加した就任式の後で始まった。
2016年7月12日、常設仲裁裁判所は南シナ海の中国の主張に対する事件でフィリピンを支持する判決を出した。2016年8月1日、ドゥテルテ政権は全国的なホットライン8888を通じて広く受け付けられる24時間体制の不服申し立て事務所を開設し、全国的な緊急通報用電話番号を117から911に変更した。2016年10月までにドゥテルテが政権を取ってから100日後にフィリピン麻薬戦争の死者は、全部で3000人を超えた。2019年2月現在フィリピン麻薬戦争の死者は、全部で5176人である。
2016年10月中旬から11月にかけてドゥテルテ大統領は幾度も中華人民共和国やロシアとの連携に移行することを発表した。大統領はフィリピンや日本、ベトナム、インドネシア、ブルネイ、ラオスで行う一方で、幾度も様々な生のインタビューや演説で国際連合や潘基文国連事務総長同様にアメリカ合衆国やバラク・オバマも激しく非難した。
2016年11月8日、フィリピンの最高裁判所は、様々な団体の抵抗を引き起こしたフィリピンの英雄向けの公式の墓地英雄墓地への他界した大統領で独裁者のフェルディナンド・マルコスの埋葬を支持すると判決した。
ドゥテルテはフィリピンを新しい「インフラの黄金世代」に導くことを目指す2017年の「建設！建設！建設！」計画を始め、その結果フィリピンの経済成長を持続させ貧困の減少を加速する更なる職業機会や事業機会を作ると考えられた。建設業は計画を維持するのに200万人以上の労働者を必要としている。計画は公共事業や公共インフラ同様に航空や鉄道、陸上輸送のような様々な部門で数多の事業からなっている。フィリピンはインフラにおける公共投資に2022年まで1600億ドルから1800億ドルを費やすと予期されている。計画はCOVID-19流行からの復興を支援するのに繋がっている。
2017年、ドゥテルテは無料の授業と私立の高等教育機関に入学した人のための補助金同様にフィリピン人学生の為に公の大学の授業料の免除を行う良質な第3期教育への普遍的入手法に署名した。全国的な癌管理計画を作り電話加入者に生涯携帯電話番号の継続を認める入植及び都市開発省を創設する普遍的健康管理法など20の新しい法律にも署名した。

## 参照
1. ↑  “Gov't drafts new framework to guide peace talks with leftist rebels”. The Philippine Star. (2013年5月6日) 2014年9月20日閲覧。
2. ↑  Alipala, Julie (2010年10月2日). “RP terror campaign cost lives of 11 US, 572 RP soldiers—military”. Philippine Daily Inquirer.  オリジナルの2015年2月22日時点におけるアーカイブ。 2012年5月1日閲覧。
3. ↑  Shenon, Phillip (1991年9月16日). “Philippine Senate votes to Reject U.S. Base Renewal”. The New York Times 2014年10月25日閲覧。
4. ↑  De Santos, Jonathan (2011年9月16日). “Philippine Senators remember day when they rejected US bases treaty”. Sun Star Manila.  オリジナルの2014年11月6日時点におけるアーカイブ。 2014年10月25日閲覧。
5. 1 2  Whaley, Floyd (2013年4月26日). “Shadows of an Old Military Base”. The New York Times 2014年2月17日閲覧。
6. 1 2  Drogin, Bob (1991年11月27日). “After 89 Years, U.S. Lowers Flag at Clark Air Base”. Los Angeles Times 2011年3月12日閲覧。
7. ↑  "Tarlac map". University of Texas in Austin Library. Retrieved on August 2, 2011.
8. ↑  "Report of the Philippine Commission to the President, 1901 Vol. III", p. 141. Government Printing Office, Washington, 1901.
9. ↑  “Philippines Economic growth – data, chart”. TheGlobalEconomy.com. 2022年4月14日閲覧。
10. ↑  Pempel, T.J. (1999). The Politics of the Asian Economic Crisis. Cornell University Press. p. 163. ISBN 978-0-8014-8634-0
11. ↑  Gargan, Edward A. (1997年12月11日). “Last Laugh for the Philippines; Onetime Joke Economy Avoids Much of Asia's Turmoil”. The New York Times 2008年1月25日閲覧。
12. ↑  Sheng, Andrew (2009年7月). “Financial Crisis and Global Governance: A Network Analysis”. 2012年6月11日閲覧。
13. ↑  “Analyzing Systemic Risk with Financial Networks During a Financial Crash”. fma.org. 2014年3月8日時点のオリジナルよりアーカイブ。2014年3月8日閲覧。
14. ↑  Maniago, E (2007). “Communication Variables Favoring Celebrity Candidates in Becoming Politicians: A Case Study of the 1998 and 2004 Elections in the Philippines”. Southeast Asian Studies 44 (4):  494–518. hdl:2433/53866.
15. ↑  “The Philippines: Consolidating Economic Growth”.  Bangko Sentral ng Pilipinas (2000年3月13日). 2014年9月20日閲覧。
16. ↑  “Records prove Estrada's achievements”. Philippine Daily Inquirer. (2008年10月7日).  オリジナルの2015年7月21日時点におけるアーカイブ。 2014年10月25日閲覧。
17. ↑  “Speech of Former President Estrada on the GRP-MORO Conflict”.  Philippine Human Development Network (2008年9月18日). 2014年9月20日閲覧。
18. ↑  “Philippine Military Takes Moro Headquarters”. People's Daily. (2000年7月10日) 2014年9月20日閲覧。
19. ↑  “2 US Navy men, 1 Marine killed in Sulu land mine blast”. GMA News. (2009年9月29日).  オリジナルの2009年10月2日時点におけるアーカイブ。 2009年9月29日閲覧. "Two US Navy personnel and one Philippine Marine soldier were killed when a land mine exploded along a road in Indanan, Sulu Tuesday morning, an official said. The American fatalities were members of the US Navy construction brigade, Armed Forces of the Philippines (AFP) spokesman Lt. Col. Romeo Brawner Jr. told GMANews.TV in a telephone interview. He did not disclose the identities of all three casualties." and
Pessin, Al (2009年9月29日). “Pentagon Says Troops Killed in Philippines Hit by Roadside Bomb”. Voice of America 2011年1月12日閲覧。[リンク切れ] and
“Troops killed in Philippines blast”. Al Jazeera. (2009年9月29日).  オリジナルの2009年10月3日時点におけるアーカイブ。 2009年9月29日閲覧。 and
Gomez, Jim (2009年9月29日). “2 US troops killed in Philippines blast”. CBS News.  オリジナルの2011年2月2日時点におけるアーカイブ。 2011年1月12日閲覧。
20. ↑  Dirk J. Barreveld (2001). Philippine President Estada Impeached!: How the President of the World's 13th Most Populous Country Stumbles Over His Mistresses, a Chinese Conspiracy and the Garbage of His Capital. iUniverse. p. 476. ISBN 978-0-595-18437-8
21. ↑  Dante B. Canlas; Muhammad Ehsan Khan; Juzhong Zhuang (2011). Diagnosing the Philippine Economy: Toward Inclusive Growth. Anthem Press. p. 107. ISBN 978-0-85728-939-1
22. ↑  “Bolante Faces Off with Senators Over Fertilizer Fund Scam”. ANC (2008年11月13日). 2009年3月2日時点のオリジナルよりアーカイブ。2008年12月4日閲覧。
23. ↑  "Arroyo claims hollow victory" by Leslie Davis, Asia Times Online, September 27, 2005.
24. ↑  “Corruption was Gloria's biggest mistake: survey”.  ABS-CBN News and Current Affairs. 2012年4月15日閲覧。
25. ↑  “Philippines charges Gloria Arroyo with corruption”. The Guardian (2011年11月18日). 2012年4月15日閲覧。 “Former president is formally accused of electoral fraud after government rushed to court as she tried to leave country”
26. ↑  Jimenez-Gutierrez, Jason (2010年11月23日). “Philippines mourns massacre victims”. Philippine Daily Inquirer.  オリジナルの2015年6月27日時点におけるアーカイブ。 2010年11月23日閲覧。
27. ↑  Perez, Analyn (2009年11月25日). “The Ampatuan Massacre: a map and timeline”. GMA News (GMANews.TV)
28. ↑  Artemio R. Guillermo (2012). Historical Dictionary of the Philippines. Scarecrow Press. p. 39
29. ↑  “Speech of President Benigno Aquino III during the signing of the Framework Agreement on the Bangsamoro, October 15, 2012”. Official Gazette. 2014年3月3日閲覧。
30. ↑  “At least 30 elite cops killed in clash with MILF”.  ABS-CBN News. 2015年1月25日閲覧。
31. ↑  Arcon, Dennis (2015年1月26日). “PNP-SAF casualties in encounter now 50 – ARMM police chief”. Interaksyon.  オリジナルの2015年2月7日時点におけるアーカイブ。 2015年1月26日閲覧。
32. ↑  “The Republic of the Philippines v. The People's Republic of China”.   Pca-cpa.org. 2015年6月27日時点のオリジナルよりアーカイブ。2013年10月24日閲覧。
33. ↑  Del Cappar, Michaela (2013年4月25日). “ITLOS completes five-man tribunal that will hear PHL case vs. China”. GMA News One. 2013年10月24日閲覧。
34. ↑  Frialde, Mike (2013年2月23日). “Sultanate of Sulu wants Sabah returned to Phl”. The Philippine Star 2013年2月24日閲覧。
35. ↑  “Aquino signs K–12 bill into law”. Rappler. (2013年5月15日) 2014年9月20日閲覧。
36. ↑  “Obama to stay overnight in PH”. Rappler. (2014年4月1日) 2014年4月1日閲覧。
37. ↑  “US, PH reach new defense deal”.  ABS-CBN News (2014年4月27日). 2014年4月27日閲覧。
38. ↑  “Philippines, US sign defense pact”. Agence France-Presse.  ABS-CBN News (2014年4月28日). 2014年4月29日閲覧。
39. ↑  Postrado, Leonard (2016年1月13日). “EDCA prevails”. Manila Bulletin.  オリジナルの2016年3月5日時点におけるアーカイブ。 2016年1月14日閲覧。
40. ↑  “Duterte, Robredo win 2016 polls”. ABS-CBN. (2016年5月27日) 2016年5月27日閲覧。
41. 1 2  Philips, T.; Holmes, O.; Bowcott, O. (2016年7月12日). “Philippines wins South China Sea case against China”. The Guardian 2016年7月12日閲覧。
42. ↑  “Duterte sworn in as Philippines president”. Reuters. (2016年6月30日) 2016年8月24日閲覧。
43. ↑  “Between Duterte and a death squad, a Philippine mayor fights drug-war violence”. Reuters. (2017年3月16日)
44. ↑  “Cayetano: PH war on drugs exaggerated by fake news”.   ABS-CBN (2017年5月5日). 2017年5月22日閲覧。
45. ↑  “5,000 killed and 170,000 arrested in war on drugs: police | ABS-CBN News” (2019年3月29日). 2019年3月29日時点のオリジナルよりアーカイブ。2019年4月16日閲覧。
46. ↑  “Death toll in Duterte drug war up to 5,176 – Real Numbers PH” (英語). The Manila Times Online (2019年2月28日). 2019年5月19日時点のオリジナルよりアーカイブ。2019年4月16日閲覧。
47. ↑  Unson, John (2019年1月27日). “Plebiscite in Mindanao: Will it be the last?”. The Philippine Star 2019年1月27日閲覧。
48. ↑  Arguillas, Carolyn. “Bangsamoro law ratified; how soon can transition from ARMM to BARMM begin?”. MindaNews 2019年1月26日閲覧。
49. ↑  Agoncillo, Teodoro C. (1990). History of the Filipino People (8th ed.). Quezon City: Garotech Publishing. p. 585. ISBN 971-8711-06-6
50. ↑  Agoncillo, History of the Filipino People, p. 586
51. ↑  “Background Notes: Philippines, November 1996”.   U.S. Department of State. 2016年3月4日時点のオリジナルよりアーカイブ。2006年8月16日閲覧。
52. ↑  “Then & Now: Corazon Aquino”.   CNN. 2006年8月16日閲覧。
53. ↑  “Pinatubo – Eruption Features”.   National Geophysical Data Center. 2006年8月23日閲覧。
54. ↑  Drogin, Bob (1991年8月11日). “UNDER THE VOLCANO : As Mt. Pinatubo Continues to Spew Tons of Ash and Rock, Filipinos Wonder How Their Battered Country Will Ever Recover”. Los Angeles Times.  オリジナルの2020年8月27日時点におけるアーカイブ。 2020年8月27日閲覧. "President Corazon Aquino’s government is overwhelmed by broken bridges, buried homes and lost crops."
55. ↑  “Proclamation No. 739, s. 1991”. Official Gazette of the Republic of the Philippines (1991年6月16日). 2020年8月27日閲覧。
56. ↑  Reilly, Benjamin (January 22, 2009) (英語). Disaster and Human History: Case Studies in Nature, Society and Catastrophe. McFarland. p. 62. ISBN 978-0-7864-3655-2 2020年8月27日閲覧。
57. ↑  Fletcher, Matthew; Lopez, Antonio. “THE LOPEZ DYNASTY”. CNN.  オリジナルの2021年6月14日時点におけるアーカイブ。 2021年6月14日閲覧. "Many complain that under President Fidel Ramos's liberal economic policies, entrenched business clans have been tightening their hold on major industries."
58. ↑  Thomson, Elspeth; Chang, Youngho; Lee, Jae-Seung (2011) (英語). Energy Conservation in East Asia: Towards Greater Energy Security. World Scientific. p. 272. ISBN 978-981-277-177-3 2021年6月14日閲覧。
59. ↑  Bracking, S. (2007-11-28) (英語). Corruption and Development: The Anti-Corruption Campaigns. Springer. p. 131. ISBN 978-0-230-59062-5 2021年6月14日閲覧。
60. ↑  Antonio C. Abaya, GMA’s successes, The Manila Standard, January 17, 2008
61. ↑  Philippines' GDP grows 3.2 pc in 1999, GNP up 3.6 pc, Asian Economic News, January 31, 2000
62. ↑  Philippines' GDP up 4.5% in 2nd qtr, Asian Economic News,  September 4, 2000
63. ↑  Governor Rafael Buenaventura, The Philippines: Sustaining Economic Growth Momentum In A Challenging Global Environment Archived June 4, 2009, at WebCite, Bangko Sentral Ng Pilipinas, June 27, 2008
64. ↑  THE PHILIPPINES: CONSOLIDATING ECONOMIC GROWTH, Bangko Sentral ng Pilipinas, March 13, 2000
65. ↑  Asian Development Outlook 2001 : II. Economic Trends and Prospects in Developing Asia : Southeast Asia Archived June 7, 2011, at the Wayback Machine., Asian development Bank
66. ↑  Speech of Former President Estrada on the GRP-MORO Conflict, Human development Network, September 18, 2008
67. ↑  In the Spotlight: Moro Islamic Liberation Front Archived September 9, 2012, at the Wayback Machine., CDI Terrorism Project, February 15, 2002
68. ↑  Speech of Former President Estrada on the GRP-MORO Conflict, Human development Network, September 18, 2008,
69. ↑  Philippine Military Takes Moro Headquarters, People's Daily, July 10, 2000
70. ↑  Mike Banos, AFP-MILF 2000 War in Mindanao Remembered Archived March 8, 2012, at the Wayback Machine., American Chronicle, April 13, 2006
71. 1 2 3  “Country Profile: Philippines, March 2006”.   U.S. Library of Congress. 2006年8月22日閲覧。
72. 1 2 3  “Gloria Macapagal Arroyo Talkasia Transcript”.   CNN. 2006年7月29日閲覧。
73. ↑  Dalangin-Fernandez, Lira (2006年7月27日). “People's support for Charter change 'nowhere to go but up'”. Philippine Daily Inquirer.  オリジナルの2006年7月27日時点におけるアーカイブ。 2006年7月27日閲覧。
74. ↑  “Aquino promises justice as Philippines president – Yahoo! News”. 2010年6月15日時点のオリジナルよりアーカイブ。2022年4月14日閲覧。
75. 1 2  “Congress final tallies”. newsinfo.inquirer.net (2010年6月8日). 2014年4月29日時点のオリジナルよりアーカイブ。2022年4月14日閲覧。
76. ↑  “Final tally: Binay leads Roxas by 700,000 votes”.   ABS-CBN News. 2022年4月14日閲覧。
77. 1 2 3  “Arroyo assures smooth transition”. 2015年3月7日時点のオリジナルよりアーカイブ。2022年4月14日閲覧。
78. ↑  “Malacañang starts transition process with Noynoy camp”. ABS-CBN News. Template:Cite webの呼び出しエラー：引数 accessdate は必須です。[リンク切れ]
79. 1 2  “Aquino taps Roxas for transition team”. 2015年3月7日時点のオリジナルよりアーカイブ。2022年4月14日閲覧。
80. 1 2 3  “Bahay Pangarap: Aquino's future home?”. ABS-CBN News. 2022年4月14日閲覧。
81. ↑  “How was PNoy's first night at Bahay Pangarap?”. GMA News Online. 2022年4月14日閲覧。
82. 1 2  “Noynoy's new home is Bahay Pangarap”. 2012年12月9日時点のオリジナルよりアーカイブ。2022年4月14日閲覧。
83. ↑  “Bahay Pangarap for P-Noy ready”. 2012年12月9日時点のオリジナルよりアーカイブ。2022年4月14日閲覧。
84. ↑  “Briefer on Bahay Pangarap and Malacañang Park”. 2022年4月14日閲覧。
85. 1 2  Ager, Maila (2010年6月29日). “Aquino names Cabinet, takes DILG helm”. Philippine Daily Inquirer.  オリジナルの2010年6月30日時点におけるアーカイブ。 2010年6月29日閲覧。
86. 1 2  “Aquino names long-time friend as executive secretary”. newsinfo.inquirer.net (2010年5月31日). 2014年4月29日時点のオリジナルよりアーカイブ。2022年4月14日閲覧。
87. ↑  Cruz, RG. “De Lima accepts offer to join Aquino Cabinet”. ABS-CBN News. 2022年4月14日閲覧。
88. ↑  “VP Binay is new housing czar”. ABS-CBN News. 2022年4月14日閲覧。
89. ↑  Malipot, Ina-Hernando (2010年6月24日). “Luistro accepts DepEd post”. Manila Bulletin.  オリジナルの2010年6月28日時点におけるアーカイブ。 2010年6月25日閲覧。
90. ↑  Cabacungan, Gil, Jr. (2010年6月27日). “Aquino retains Romulo as foreign affairs chief”. Philippine Daily Inquirer.  オリジナルの2010年6月30日時点におけるアーカイブ。 2010年6月27日閲覧。
91. ↑  “Davide named Truth Commission chief – INQUIRER.net, Philippine News for Filipinos”. 2010年6月30日時点のオリジナルよりアーカイブ。2022年4月14日閲覧。
92. ↑  Esguerra, Christian (2010年6月11日). “Transition team seeks Arroyo-Aquino limo ride”. Philippine Daily Inquirer. 2010年6月13日時点のオリジナルよりアーカイブ。2010年6月24日閲覧。
93. ↑  “Lady justice to administer Aquino oath – INQUIRER.net, Philippine News for Filipinos”. 2014年10月12日時点のオリジナルよりアーカイブ。2022年4月14日閲覧。
94. ↑  “Trivia on Aquino and Binay”.   ABS-CBN News. 2022年4月14日閲覧。
95. ↑  “No Corona-tion for Noynoy”.   INQUIRER.net. 2015年2月10日時点のオリジナルよりアーカイブ。2022年4月14日閲覧。
96. ↑  Queen Elizabeth II, other foreign leaders hail Aquino (June 30, 2010), Manila Bulletin (archived from the original on June 29, 2012)
97. ↑  “Gov't drafts new framework to guide peace talks with leftist rebels”. The Philippine Star. (2013年5月6日) 2020年10月31日閲覧。
98. ↑  “At least 30 elite cops killed in clash with MILF”. ABS-CBN News 2015年1月25日閲覧。
99. ↑  Arcon, Dennis (2015年1月26日). “PNP-SAF casualties in encounter now 50 – ARMM police chief”. Interaksyon.  オリジナルの2015年2月7日時点におけるアーカイブ。 2015年1月26日閲覧。
100. ↑  “Duterte, Robredo win 2016 polls”. ABS-CBN. (2016年5月27日) 2016年5月27日閲覧。
101. ↑  “Congress proclaims Duterte, Robredo as new President, VP; Rody a no-show”. Inquirer.net. (2016年5月27日) 2016年5月27日閲覧。
102. ↑  Rañada, Pia (2016年6月22日). “Duterte inauguration guest list now has 627 names”. Rappler 2016年6月30日閲覧。
103. ↑  Corrales, Nestor (2016年7月7日). “Duterte administration to launch 24-hour hotline in August”. Philippine Daily Inquirer 2016年7月9日閲覧。
104. ↑  “Dial 8888, 911: Gov't opens complaints, emergency hotlines”.  ABS CBN News (2016年8月1日). 2016年8月1日閲覧。
105. ↑  “IN NUMBERS: The Philippines' 'war on drugs'”. Rappler. 2022年4月14日閲覧。
106. ↑  “Between Duterte and a death squad, a Philippine mayor fights drug-war violence”. Reuters. (2017年3月16日)
107. ↑  “Cayetano: PH war on drugs exaggerated by fake news”.   ABS-CBN (2017年5月5日). 2017年5月22日閲覧。
108. ↑  “5,000 killed and 170,000 arrested in war on drugs: police | ABS-CBN News” (2019年3月29日). 2019年3月29日時点のオリジナルよりアーカイブ。2019年4月16日閲覧。
109. ↑  “Death toll in Duterte drug war up to 5,176 – Real Numbers PH” (英語). The Manila Times Online (2019年2月28日). 2019年5月19日時点のオリジナルよりアーカイブ。2019年4月16日閲覧。
110. ↑  “Philippines' Duterte in China announces split with US”. www.aljazeera.com. 2022年4月14日閲覧。
111. ↑  “Duterte aligns Philippines with China, says U.S. has lost”. Reuters. (2016年10月20日)
112. ↑  “Philippines: Did Duterte's China gamble pay off?”. CNN. 2022年4月14日閲覧。
113. ↑  Culbertson, Alix (2016年11月28日). “Philippines president keen to forge close ties with Russia and China – but NOT the US”. Express.co.uk. 2022年4月14日閲覧。
114. ↑  Boot, Max. “Duterte's Flip-Flop Into Bed With China Is a Disaster for the United States”. 2022年4月14日閲覧。
115. ↑  “'Time to say goodbye,' Duterte tells US during visit to China”. globalnation.inquirer.net. 2022年4月14日閲覧。
116. ↑  “Anti-Marcos protesters brave rains to condemn burial – The Manila Times” (2016年11月26日). 2022年4月14日閲覧。
117. ↑  Cook, Malcolm; Singh, Daljit (22 Apr 2020) (英語). Southeast Asian Affairs 2020. ISEAS-Yusof Ishak Institute. p. 279. ISBN 978-981-4881-31-9 2020年10月31日閲覧。
118. ↑  “Infra spending to sustain high growth, generate economic multipliers”.  Department of Finance (2017年8月28日). 2017年12月27日閲覧。
119. ↑  Mogato, Anna Gabriela A. (2017年10月26日). “Construction worker shortage 'about 2.5M' – DTI”. BusinessWorld Online.  オリジナルの2019年8月4日時点におけるアーカイブ。 2017年12月27日閲覧。
120. ↑  Gonzales, Anna Leah E. (2017年8月28日). “2M more workers needed for 'Build Build Build'”. The Manila Times.  オリジナルの2017年12月26日時点におけるアーカイブ。 2017年12月27日閲覧。
121. ↑  Schnabel, Chris (2017年12月20日). “Metro Manila Subway leads expected infra buildup in 2018”. Rappler 2017年12月26日閲覧。
122. ↑  “Recommended List of Projects for Inclusion in the Infrastructure Flagship Program”. ABS-CBN News. 2019年12月3日時点のオリジナルよりアーカイブ。2019年12月3日閲覧。
123. ↑  “Making "Build, Build, Build" Work in the Philippines”.  Asian Development Bank (2017年10月30日). 2017年12月26日閲覧。
124. ↑  Vera, Ben O. de (2020年8月6日). “Build, Build, Build's 'new normal': 13 projects added, 8 removed” (英語). Philippine Daily Inquirer.  オリジナルの2020年8月17日時点におけるアーカイブ。 2020年10月31日閲覧。
125. ↑  Kabiling, Genalyn (2019年2月19日). “We can keep our mobile numbers for life; Duterte signs 19 other laws”. Manila Bulletin 2019年2月20日閲覧。